# Raveena Kingsley
Raveena Kingsley (* 23. Juli 1998 in Baltimore) ist eine US-amerikanische Tennisspielerin.

## Karriere
Raveena Kingsley spielt hauptsächlich auf Turnieren der ITF Women’s World Tennis Tour, bei der sie bislang drei Turniersiege im Einzel erringen konnte.
Ihre ersten sechs Weltranglistenpunkte ergatterte sie Ende September 2013 beim $10.000-Turnier in Hilton Head Island. 
Im März 2015 erreichte sie in Orlando das Halbfinale und im April beim $25.000-Turnier in Pelham das Achtelfinale. Für Aufsehen sorgte Kingsley dann bei den US Open 2015, als sie dort, mit einer Wildcard ausgestattet, in der ersten Runde der Qualifikation die ehemalige Weltranglistendritte im Damendoppel, Andrea Hlaváčková, mit 6:3 und 6:4 besiegte. Im Anschluss scheiterte sie knapp in drei Sätzen an der Kroatin Tereza Mrdeža.
Zu Beginn des Jahres 2016 erreichte Kingsley beim $50.000-Turnier in Maui das Finale, in dem sie ihrer Landsfrau Christina McHale mit 3:6, 6:4 und 4:6 knapp unterlag.
Im Mai 2018 konnte Kingsley dann ihren ersten Turniererfolg in Göteborg feiern.

## Turniersiege

### Einzel
| Nr. | Datum             | Turnier  | Kategorie   | Belag     | Finalgegnerin    | Ergebnis  |
| --- | ----------------- | -------- | ----------- | --------- | ---------------- | --------- |
| 1.  | 20. Mai 2018      | Göteborg | ITF $15.000 | Sand      | Mirjam Björklund | 6:2, 6:4  |
| 2.  | 17. Oktober 2021  | Norman   | ITF W15     | Hartplatz | Annabelle Xu     | 6:2, 6:0  |
| 3.  | 28. November 2021 | Cancún   | ITF W15     | Hartplatz | Tiphanie Fiquet  | 6:1, 7:61 |